# Ningen Fushin no Boukensha-tachi ga Sekai o Sukuu You desu
Ningen Fushin no Boukenshatachi ga Sekai wo Sukuu you desu là bộ light novel Nhật Bản của Fuji Shinta. Tác phẩm này ra mắt độc giả lần đầu tiên vào đầu năm 2019 với định dạng một tiểu thuyết mạng, nó bắt đầu được đăng dài kì trực tuyến trên Website Shousetsuka ni Narou từ ngày 13 tháng 1. Trong cùng năm 2019, tác phẩm đã bắt đầu được xuất bản thành một bộ light novel bởi KADOKAWA dưới Nhãn hiệu MF Books, với hình minh họa trong loạt light novel được Kuroi Susumu vẽ. Một phiên bản chuyển thể sang manga dựa trên nguyên tác cùng tên do Kawakami Masaki thực hiện đã được đăng trực tuyến trong website truyện tranh miễn phí Comic Walker của KADOKAWA vào năm 2019, gồm có tất cả 40 tập truyện đã được tổng hợp trong 6 quyển bởi KADOKAWA dưới Nhãn hiệu MF Comics, quyển tập đầu tiên được xuất bản vào năm 2020 và quyển tập cuối cùng đã phát hành vào năm 2023. Phiên bản chuyển thể  thành bộ anime dựa trên nguyên tác do xưởng phim GEEKTOYS thực hiện đã được phát sóng trên truyền hình vào năm 2023.

## Nhân vật

### Survivors
Nick (ニック)
Lồng tiếng bởi: Kobayashi Yūsuke
Tiana (ティアーナ)
Lồng tiếng bởi: Watabe Sayumi
Curran (カラン)
Lồng tiếng bởi: Kikuchi Sayaka
Zem (ゼム)
Lồng tiếng bởi: Toki Shunichi
Kizuna (キズナ)
Lồng tiếng bởi: Komatsu Mikako

### Thần tượng
Agate (アゲート)
Lồng tiếng bởi: Ishihara Kaori

### Light novel
Tác phẩm light novel của tác giả Fuji Shinta và Kuroi Susumu vẽ minh họa đã được phát hành và xuất bản đồng thời bởi KADOKAWA dưới ấn hiệu MF Books. Có tổng 5 quyển đã được phát hành và xuất bản tính tới ngày 24 tháng 3 năm 2023 tại Nhật Bản.
| # | Tựa đề                                                                                           | Ngày phát hành            | ISBN              |
| - | ------------------------------------------------------------------------------------------------ | ------------------------- | ----------------- |
| 1 | Ningen Fushin no Boukensha-tachi ga Sekai wo Sukuu You Desu 1 Saikyou Party Kessei-hen           | Ngày 25 tháng 9 năm 2019  | 978-4-04-064062-4 |
| 2 | Ningen Fushin no Boukensha-tachi ga Sekai wo Sukuu You Desu 2 Uruwashi no Paladin-hen            | Ngày 25 tháng 3 năm 2020  | 978-4-04-064536-0 |
| 3 | Ningen Fushin no Boukensha-tachi ga Sekai wo Sukuu You Desu 3 Minami no Seijin-hen               | Ngày 25 tháng 8 năm 2021  | 978-4-04-680696-3 |
| 4 | Ningen Fushin no Boukensha-tachi ga Sekai wo Sukuu You Desu 4 Ginyuushijin Daikansha Matsuri-hen | Ngày 23 tháng 12 năm 2022 | 978-4-04-682020-4 |
| 5 | Ningen Fushin no Boukensha-tachi ga Sekai wo Sukuu You Desu 5 Shura no Chimata no Negai Kagami   | Ngày 24 tháng 3 năm 2023  | 978-4-04-682320-5 |
| 6 | Ningen Fushin no Boukensha-tachi ga Sekai wo Sukuu You Desu 6 Yume no Shūchaku-ten-hen           | Ngày 25 tháng 11 năm 2023 | 978-4-04-683072-2 |

### Manga
Tác giả Kawakami Masaki phụ trách minh họa phiên bản manga dựa trên nguyên tác của Fuji Shinta và bản gốc nhân vật của Kuroi Susumu, có tổng cộng 6 quyển (bao gồm 40 tập truyện) đã được phát hành và xuất bản đồng thời dưới ấn hiệu MF Comics (KADOKAWA) ở Nhật Bản.
| # | Tựa đề                                                        | Ngày phát hành           | ISBN              |
| - | ------------------------------------------------------------- | ------------------------ | ----------------- |
| 1 | Ningen Fushin no Boukensha-tachi ga Sekai wo Sukuu You Desu 1 | Ngày 23 tháng 3 năm 2020 | 978-4-04-064478-3 |
| 2 | Ningen Fushin no Boukensha-tachi ga Sekai wo Sukuu You Desu 2 | Ngày 21 tháng 8 năm 2020 | 978-4-04-064826-2 |
| 3 | Ningen Fushin no Boukensha-tachi ga Sekai wo Sukuu You Desu 3 | Ngày 22 tháng 1 năm 2021 | 978-4-04-680099-2 |
| 4 | Ningen Fushin no Boukensha-tachi ga Sekai wo Sukuu You Desu 4 | Ngày 21 tháng 9 năm 2021 | 978-4-04-680639-0 |
| 5 | Ningen Fushin no Boukensha-tachi ga Sekai wo Sukuu You Desu 5 | Ngày 22 tháng 4 năm 2022 | 978-4-04-681232-2 |
| 6 | Ningen Fushin no Boukensha-tachi ga Sekai wo Sukuu You Desu 6 | Ngày 23 tháng 1 năm 2023 | 978-4-04-682065-5 |

## TV anime
Phiên bản chuyển thể thành anime truyền hình của tác phẩm này được công bố trong chương trình đặc biệt kỉ niệm 8 năm của nhãn hiệu MF Books trên mạng đã được phát trực tuyến trên YouTube vào ngày 15 tháng 8 năm 2021, bộ phim được Xưởng Sản xuất Phim hoạt hình GEEKTOYS phụ trách được phát sóng trên các Đài truyền hình TOKYO MX, BS11, KBS KYOTO, SUN TV và những Phương tiện phát trực tuyến khác từ tháng 1 tới tháng 3 năm 2023. Tại Việt Nam, anime truyền hình được chiếu trực tuyến trên TCL Channel và Nền tảng khác sớm trước 1 tuần so với thời gian Phát sóng gốc đã được thông báo bắt đầu từ ngày 3 tháng 1.

### Nhân viên
- Nguyên tác - Fuji Shinta[22]
- Bản gốc nhân vật - Kuroi Susumu[22]
- Lập kế hoạch ban đầu - Frontier Works[22]
- Đạo diễn, biên kịch series - Imazaki Itsuki[22]
- Thiết kế nhân vật, tổng đạo diễn hoạt họa - Nagao Hiroo[22]
- Thiết kế đạo cụ - Nozawa Hiroki[22]
- Thiết kế màu sắc - Kondou Naoto[22]
- Đạo diễn nghệ thuật - SeoJungho[22]
- Thiết lập nghệ thuật - Nakahara Eitou[22]
- Trợ lý đạo diễn, đạo diễn hình ảnh, biên tập - Horikawa Kazuto[22]
- Âm nhạc - Takahashi Ryou, Houno Satoshi, Fujii Ryouta[22]
- Đạo diễn âm thanh - Naya Ryousuke[22]
- Sản xuất âm nhạc - Pony Canyon[22]
- Hợp tác sản xuất âm nhạc - APDREAM[22]
- Xưởng phim - GEEKTOYS[22]
- Xưởng hợp tác sản xuất - Animation Studio Seven[22]

### Bài hát chủ đề
土岐隼一「Glorious World」
Bài hát Chủ đề mở đầu "Glorious World" của Shunichi Toki. Sáng tác lời bởi RUCCA. Soạn nhạc và biên khúc được ASH INOUE (Dream Monster) thực hiện.
阿部真央「Never Fear」
Bài hát chủ đề kết thúc là "Never Fear" được Abe Mao trình bày. Biên khúc cho bài hát do ESME MORI, Wada Kenichiro thực hiện. Abe Mao phụ trách sáng tác lời và soạn nhạc.

### Phát chiếu
Ngày phát hành và thời gian phát hành tại khu vực Việt Nam
| Ngày bắt đầu phát hành | Thời gian phát hành               | Nền tảng      |
| ---------------------- | --------------------------------- | ------------- |
| 3 tháng 1 năm 2023     | Cập nhật vào lúc 21:00 mỗi thứ Ba | FPT Play      |
| 3 tháng 1 năm 2023     | Cập nhật vào lúc 21:35 mỗi thứ Ba | Bilibili      |
| 3 tháng 1 năm 2023     | Cập nhật vào lúc 21:35 mỗi thứ Ba | Muse Việt Nam |

### Blu-ray
| # | Ngày phát hành           | Bao gồm    | Mã sản phẩm |
| - | ------------------------ | ---------- | ----------- |
| 1 | Ngày 26 tháng 4 năm 2023 | Tập 1 - 06 | FFXN-9003   |
| 2 | Ngày 31 tháng 5 năm 2023 | Tập 7 - 12 | FFXN-9004   |